# Список послів Парагваю в Німеччині
| Дипломатична акредитація | посол                          | Спостереження                          | Президент Парагваю           | Список урядів Федеративної Республіки Німеччина | Кінець терміну |
| ------------------------ | ------------------------------ | -------------------------------------- | ---------------------------- | ----------------------------------------------- | -------------- |
| 1864                     | Альфредо Марбаї дю Граті       | Тимчасовий повірений у справах Пруссії | Франсіско Солано Лопес       | Вільгельм I, німецький імператор                | 1870           |
| 1903                     | Хосе Ірала                     | Повноважний міністр                    | Андрес Гектор Карвалло       | Вільгельм II, німецький імператор               | 1905           |
| 1911                     | Карлос Гойбуру                 | Повноважний міністр                    | Ліберато Марсіаль Рохас      | Вільгельм II, німецький імператор               | 1912           |
| 1927                     | Еладіо Веласкес                | Тимчасовий повірений у справах         | Луїс Альберто Ріарт          | Вільгельм Маркс                                 | 1931           |
| 1939                     | Манліо Шеноні                  | Тимчасовий повірений у справах         | Хосе Фелікс Естігаррібія     | Адольф Гітлер                                   | 1942           |
| 1952                     | Віктор Беттнер                 | Повноважний міністр                    | Раймундо Ролон               | Конрад Аденауер                                 | 1954           |
| 1954                     | Віктор Беттнер                 |                                        | Альфредо Стреснер            | Конрад Аденауер                                 | 1955           |
| 1956                     | Ермініо Морініго               |                                        | Альфредо Стреснер            | Конрад Аденауер                                 | 1958           |
| 1958                     | Рамон Мендес Пайва             |                                        | Альфредо Стреснер            | Конрад Аденауер                                 | 1962           |
| 1962                     | Хорхе Лопес Морейра            |                                        | Альфредо Стреснер            | Конрад Аденауер                                 | 1966           |
| 1966                     | Антоніо Салум Флеча            |                                        | Альфредо Стреснер            | Людвіг Ерхард                                   | 1969           |
| 1969                     | Рок Х. Йодіс Кодас             |                                        | Альфредо Стреснер            | Курт Георг Кізінгер                             | 1981           |
| 1981                     | Віктор Мануель Годой Фігередо  |                                        | Альфредо Стреснер            | Гельмут Шмідт                                   | 1989           |
| 1989                     | Ніколас Лутольд                |                                        | Андрес Родрігес              | Гельмут Коль                                    | 1993           |
| 1993                     | Маркос Мартінес Мендіета       |                                        | Хуан Карлос Васмосі          | Гельмут Коль                                    | 1999           |
| 1999                     | Хосе Мартінес Лескано          |                                        | Луїс Анхель Гонсалес Маккі   | Герхард Шредер                                  | 2003           |
| 2004                     | Ліліанна Леброн де Венгер      |                                        | Ніканор Дуарте Фрутос        | Герхард Шредер                                  | 2009           |
| 2009                     | Рауль Флорентін Антола         |                                        | Фернандо Арміндо Луго Мендес | Ангела Меркель                                  | 2014           |
| 2014                     | Густаво Аріель Лібарді Вера    | Тимчасово повірений у справах          | Орасіо Картес                | Ангела Меркель                                  | 2 травня 2016  |
| 2 травня 2016            | Роберто Карлос Майдана Барріос | Тимчасово повірений у справах          | Орасіо Картес                | Ангела Меркель                                  |                |
| 3 листопада 2021         | Вілма Патрісія Фрутос Руїс     | Посольство                             | Маріо Абдо Бенітес           | Ангела Меркель                                  |                |

## Зовнішні поклики
- Список персоналу парагвайської дипломатичної місії, складений Рікардо Скавоне Єгросом, з 1842 по 2011 рік
- Історичний список персоналу дипломатичної місії Парагваю від Міністерства закордонних справ Парагваю